# Bataille de Rietfontein
Seconde guerre des Boers
Batailles
Raid Jameson (décembre 1895 - janvier 1896)
- Doornkop

Front ouest (octobre 1899 - juin 1900)
- Kraaipan
- Belmont
- Graspan
- Modder River
- Stormberg
- Magersfontein
- Kimberley
- Paardeberg
- Poplar Grove
- Driefontein
- Sand River
- Mafeking
- Doornkop
- Biddulphsberg
- Lindley
- Diamond Hill

Front est (octobre 1899 - août 1900)
- Talana Hill
- Elandslaagte
- Rietfontein
- Bataille de Ladysmith
- Colenso
- Spion Kop
- Vaal Krantz
- Siège de Ladysmith
- Libération de Ladysmith
- Bergendal

Raids et guérillas (mars 1900 - mai 1902)
- Sanna's Post
- Mostertshoek
- Jammerbergdrift
- Roodewal
- Bothaville
- Leliefontein
- Nooitgedacht
- Vlakfontein
- Groenkloof
- Elands River
- Bloedrivier Poort
- Bakenlaagte
- Groenkop
- Tweebosch
- Rooiwal

La bataille de Rietfontein ou bataille de Modderspruit est une bataille qui se déroula au cours de la seconde guerre des Boers au matin du 24 octobre 1899. Ayant appris la retraite de James Yule et ses soldats menacés d'encerclement à Dundee, le général White établi à Ladysmith (qui fut elle-même peu après encerclée et assiégée) décida d'envoyer 5 000 hommes à la rencontre de Yule et ses hommes qu'il pressentait menacés.
Des échanges de tir entre les deux forces tout au long de la matinée permirent à la colonne de Yule de rejoindre Ladysmith, au prix cependant de pertes supérieures aux Boers.

## Source
- Pakenham, Thomas. The Boer War. Johannesburg & Cape Town: Jonathan Ball Publishers, 1997 (2e édition).  (ISBN 1-86842-037-X)
- http://ladysmithhistory.com/test/a-to-z/rietfontein-battle/